# Ljudmila Markovna Gurčenko
Ljudmila Markovna Gurčenko (in russo Людмила Марковна Гурченко?; in ucraino Людмила Марківна Гурченко?, Ljudmyla Markivna Hurčenko; Charkiv, 12 novembre 1935 – Mosca, 30 marzo 2011) è stata un'attrice sovietica dal 1991 russa.

## Biografia
Dal 1969 al 1971 è stata sposata con Iosif Kobzon, famoso artista musicale dell'epoca sovietica. Ha partecipato a numerosi film.

## Filmografia

### Cinema
- Karnaval'naja noč', regia di Ėl'dar Aleksandrovič Rjazanov (1956)
- Baltiyskoe nebo, regia di Vladimir Jakovlevič Vengerov (1960)
- Dnevnik direktora školy, regia di Boris Frumin (1975)
- Il lupo del rock'n roll (Ma-ma), regia di Elisabeta Bostan (1976)
- Alla scoperta della vita (Poznavaya belyy svet), regia di Kira Muratova (1979)
- Aplodismenty, aplodismenty..., regia di Viktor Buturlin (1984)